# Пересна
Пе́ресна — деревня в Смоленской области России, в Починковском районе. Расположена в центральной части области в 12,3 км к северу от Починка. Население — 933 жителя (2007 год). Административный центр Переснянского сельского поселения. Подверглась атаке предположительно беспилотного летательного аппарата 2 июня

## Экономика
Свиноводческий комплекс.

## Транспорт
В деревне расположена одноимённая железнодорожная станция на линии Колодня — Рославль, открытая в 1868 году.